# 库德拉站
库德拉站是拉脱维亚托尔尼亚卡尔内斯-图库姆斯铁路线上的一个火车站，位于拉脱维亚尤尔马拉的库德拉区。